# The World Is Mine
The World Is Mine – piosenka house/pop stworzona przez Davida Guettę i Joachima Garrauda na drugi studyjny album Guetty, Guetta Blaster (2004). Utwór został wydany jako trzeci singel promujący krążek dnia 22 listopada 2004 roku. W kompozycji swego głosu gościnnie użyczył JD Davis.
Utwór zawiera próbki piosenki zespołu Simple Minds, „Someone Somewhere in Summertime”. Można go znaleźć na kompilacji Fuck Me I’m Famous Vol. 2.

## Pozycje na listach
| Lista przebojów       | Najwyższa pozycja |
| --------------------- | ----------------- |
| Belgian Singles Chart | 13                |
| Dutch Top 40          | 27                |
| European Hot 100      | 62                |
| French Singles Chart  | 16                |
| Irish Singles Chart   | 39                |
| Russian Singles Chart | 4                 |
| Swiss Singles Chart   | 40                |
| UK Singles Chart      | 49                |